# ميخائيل رود (لاعب شطرنج)
ميخائيل رود (بالإنجليزية: Michael Rohde)‏ هو لاعب شطرنج أمريكي، ولد في 26 أغسطس 1959 في نيويورك في الولايات المتحدة.

## وصلات خارجية
- ميخائيل رود على موقع الاتحاد الدولي للشطرنج (الإنجليزية)
- ميخائيل رود على موقع مباريات الشطرنج (الإنجليزية)
- ميخائيل رود على موقع 365Chess.com (الإنجليزية)
- ميخائيل رود على موقع Chesstempo.com (الإنجليزية)
- ميخائيل رود على موقع الاتحاد الأمريكي للشطرنج (الإنجليزية)